# Gustavo Zlauvinen
Gustavo Zlauvinen (Rafaela, 1960) es un diplomático de carrera argentino. Ocupó cargos en el servicio exterior argentino y en Naciones Unidas, y se desempeñó como Secretario de Relaciones Exteriores de la Nación en 2019.

## Biografía
Graduado de licenciado en relaciones internacionales en la Universidad Nacional de Rosario en 1984, ingresó al Instituto del Servicio Exterior de la Nación en 1988.
Entre 1989 y 1991 cumplió funciones en la Dirección General de Asuntos Nucleares y Desarme del Ministerio de Relaciones Exteriores, y en la Dirección de Asuntos Internacionales de la Comisión Nacional de Investigaciones Espaciales. Posteriormente, hasta 1995 estuvo destinado a la misión permanente de Argentina ante los organismos internacionales con sede en Viena.
Entre 1995 y 1999 se desempeñó en la Comisión Especial de las Naciones Unidas para el desarme de Irak, y luego en la Secretaría de Relaciones Exteriores de la Cancillería Argentina de 1999 a 2001. Entre 2001 y 2009 se desempeñó como representante permanente del director general del Organismo Internacional de Energía Atómica ante la sede de las Naciones Unidas en Nueva York. En ese período, de 2005 a 2009 también presidió el grupo de trabajo sobre Prevención de Terrorismo con Armas de Destrucción Masiva, de la Comisión de las Naciones Unidas para la Lucha Contra el Terrorismo.
En Argentina, de 2010 a 2014 fue director de la Autoridad Nacional para la Convención de Armas Químicas, y de 2014 a 2016 director de Organismos Internacionales en la Cancillería. En noviembre de 2017 fue designado subsecretario de Política Exterior.
En febrero de 2019, el ministro Jorge Faurie lo designó Secretario de Relaciones Exteriores de la Nación (viceministro), en reemplazo de Daniel Raimondi, sirviendo hasta el final de la presidencia de Mauricio Macri.
Fue profesor de política exterior argentina en la Pontificia Universidad Católica Argentina Santa María de los Buenos Aires (UCA).